# Левкович Василь Михайлович
Васи́ль Миха́йлович Левко́вич (псевдо: Вороний; 6 лютого 1920, с.Старий Люблинець Любачівського повіту, Львівське воєводство, нині сучасна Польща — 13 грудня 2012, Львів, Україна) — український військовий діяч, полковник Української повстанської армії, командир військового округу «Буг» — частини оперативної групи УПА-Захід (червень 1944 — до арешту 17 грудня 1946). Політв'язень радянський концтаборів. Провів в ув'язнені 25 років. Був реабілітований у 1997 році.
Лицар Золотого Хреста Бойової Заслуги 2-го класу. Почесний громадянин міста Червнограда.

## Життєпис

### Дитинство
Народився 6 лютого 1920 р. в с.Старий Люблинець (Любачівський повіт, Підкарпатське воєводство, Польща). Його батьки Михайло та Єва (з роду Біла) померли в 1924 році, коли Василю було 4 роки. Спочатку його виховувала бабуся, а після її смерті – родина брата матері Костянтина Білого.
В вересні 1926 року пішов до першого класу місцевої української школи, проте не зміг там довго навчатися оскільки в січні 1927 року померла його бабуся Катерина. Після смерті бабусі Василя забрав до себе брат матері та хрещений батько Костянтин Білий із села Долини у якого було дев'ятеро своїх дітей. В цьому ж селі Василь відновляє своє навчання, але вже в школі із польською мовою навчання.

### Діяльність вОУН
Вперше Василь Левкович почув про існування та діяльність УВО, а згодом ОУН з уст свого двоюрідного брата Білого Степана та дядька, які вели часті розмови про діяльність УВО та ОУН на українських землях. Від того часу Левкович став симпатиком ОУН, а в 1938 році повноправним членом.
Навесні 1941 року пройшов підпільний вишкіл військового характеру в с. Улазів, організований Любачівським повітовим провідником ОУН Омеляном Грабцем. Вишкіл відбувався під виглядом агрономічних курсів. Після вишколу Василю було присвоєно звання старшого стрільця.
Після початку німецько-радянської війни, у 1941 році увійшов до складу похідної групи ОУН під керівництвом Омеляна Грабця. У липні 1941 група прибула в Рівненську область, де Левкович став заступником О. Грабця, якого було призначено обласним провідником. Похід далі не відбувся і на групу поклали завдання організовувати та вишколювати місцеву молодь у куренях молоді. Для легалізації він вступив в народну міліцію в Дубно. Роботу в міліції Василь Левкович поєднував з роботою інструктора військової та політико-виховної підготовки в підпіллі.
|  | До польської армії я не доріс, бо поляки брали на службу після 21 року. А від радянської утік. 1938-го вступив до ОУН, із похідною групою прибув у Рівне організовувати українську армію. Автоматичної зброї не мали — тільки кріси та пістолети. |

В вересні 1941 року в Дубно встановлено німецьку жандармерію і розформовано частини української народної міліції, замість неї функції поліції були передані «Шуцманшафту». В «шуцманах» Василь Левкович перебував до 17 березня 1943 року.

### Бойовий шлях в лавахУПА
1943 р.
В березні 1943 р. «Шуцманшафт» за наказом Проводу ОУН перейшов в підпілля, з нього було сформовано дві чоти, командиром яких став Василь Левкович. Згодом дві чоти було передано в розпорядження ВО-1 «Заграва», яка була розміщена в північній частині Рівненської області. У районі с. Деражне їх прийняв у своє підпорядкування командир ВО-1 «Заграва» Литвинчук Іван — «Дубовий» та тимчасово призначив чоти до співдії з місцевою боївкою.
В кін. березня чоти «Воронного» і місцева боївка мали сутичку з німецьким гарнізоном з Цуманя. По короткій перестрілці німці втекли. Через кілька днів тим ж складом напали на німецький гарнізон у с. Головин.
7 квітня 1943 р. на постій відділів «Воронного» в с. Бутейки напали поляки разом з червоними партизанами.
|  | Поляки враз з червоними партизанами несподівано напали на нас, запалили село запальними кулями, і хоч ми їх відбили і завдали їм солідних втрат (більше 40 вбитими), однак через несподіваний наскок і самі ми понесли доволі солідні втрати. З нашого боку загинуло 8 осіб. |

На Великдень, 1943 року, підпільники прийняли присягу та було проведено реорганізацію: чоти Левковича розформовано, а його назначено командиром 1-ї чоти сарненського загону «ім. Богуна» ВО-1 «Заграва» під командуванням сотника «Яреми».
Протягом 1943 р. загін «Воронного» брав участь в боях з німцями біля с. Чудель, з поляками біля с. Угли, в кінці травня була спроба захопити поїзд на залізничній лінії Сарни-Костопіль (бій був невдалий), операція проти АК в Гуті Степанській, рейд по Степанщиі[уточнити] (бій біля Дубровиці, Володимирця, Літвиці.
Влітку Левковича назначають командиром загону «ім. Дорошенка» ВО-1 «Заграва», до котрої входила галицька сотня сотенного «Дереша». Після акту дезертирства 10 осіб з галицької сотні «Воронного» понижують до медшефа (обов'язки по контролю над шпиталями УПА на території  ВО-1 «Заграва»). Осінню перейшов в штаб УПА-Північ, виконував обов'язки старшини для доручень.
1944 р.
В січні 1944 р. Левковича включено до складу командування старшинської школи (був командиром чоти). З наближенням німецько-радянського фронту школа переносилася в Волинську область в район Володимира-Волинського, а згодом її взагалі розформували, «Воронному» було надано звання старшого булавного. Після цього весь командний та інструкторський склад Головним військовим штабом УПА направлений в Карпати для поповнення інстукторського складу старшинської школи ім. Пипського «Олені», яка проходила вишкіл на горі Магурі Болехівського району. Під час переходу Левкович в сутичці з радянськими партизанами був зазнав поранення, проте продовжував перехід. В Карпати група прибула туди в березні 1944 р.
В квітня 1944 р. Василя Левковича підвищено до звання хорунжого, в червні назначено командиром ВО-2 «Буг» УПА-Захід, в жовтні став поручником.
У лютому 1946-го отримав звання майора Повстанської армії. А наприкінці того ж року йому присвоєно звання полковника, яке командування армії присвоїло посмертно, вважаючи його загиблим.

## Арешт, табори, сім'я
Уночі проти 17 грудня 1946, напередодні свята св. Варвари згідно з планом підполковника Терентьєва війська МДБ оточили криївку біля с. Яструбичі (тепер Радехівського району Львівської області) за р. Західний Буг (біля теперішньої вугільної шахти № 9 «Великомостівська») поблизу присілка Груд, а за дорогою Городища. У криївці крім «Вороного» були провідник Сокальської округи «Бурий», він же «Радич», він же «Орлик» — Яків Притулка родом із Яструбич, разом з ним був охоронець Пилип Цар, родом із Волсвина на псевдо «Левич». Палили документи. «Бурий» підірвався гранатою при спробі захоплення, «Левич» — застрелився (за словами «Вороного»). «Вороний» намагався евакуюватись запасним виходом, та задихнувся і знепритомнів. На місці, де була криївка, стоїть пам'ятний хрест. Капітан Фабрикін, що мешкав у Мостах і брав участь у цій операції, любив повторювати: «Святая Варвара бандьорам жизнь оборвала»
За іншими даними 17 грудня 1946 року чекісти оточили криївку провідника Сокальської округи «Бурого» під с. Суходоли де перебував і «Вороний». У полон він потрапив, знепритомнівши після отруєння димом. Слідство тривало близько року, Левкович був ув'язнений у тюрмі на Лонцького у Львові та слідчій в'язниці МҐБ у Києві на вул. Короленка (тепер Володимирська).
22 липня 1947 року Військовий трибунал військ МВС Київської області засудив Левковича до 25 років виправно-трудових таборів.
Майбутня дружина полковника Ярослава Романина потрапила на Воркуту в 1952. Вона була засуджена за діяльність в УПА. Із десяти років заслання у Воркуті відбула 7. У лютому 1957-го справили весілля. 27 грудня 1957 в подружжя народився син Роман.
До Червонограда дружина Левковича повернулася в 1965. Працювала машиністкою на шахті «Друга Великомостівська». Він же повністю відсидів термін покарання й був звільнений з Дубравного табору 7 грудня 1971.

## На волі
Вийшовши на волю, і далі боровся проти радянської влади, вимагав перегляду вироку й визнання його військовополоненим, а не злочинцем. До здобуття незалежності України не визнавав себе громадянином СРСР, узявши паспорт лише незалежної України.
До 1992 працював електриком на шахті № 7 у Червонограді, був інвалідом другої групи. Хворів на силікоз легенів — шахтарського захворювання, викликаного вдиханням кремнієвого пилу.
20 січня 1997 року Генеральна прокуратура України реабілітувала Василя Левковича.

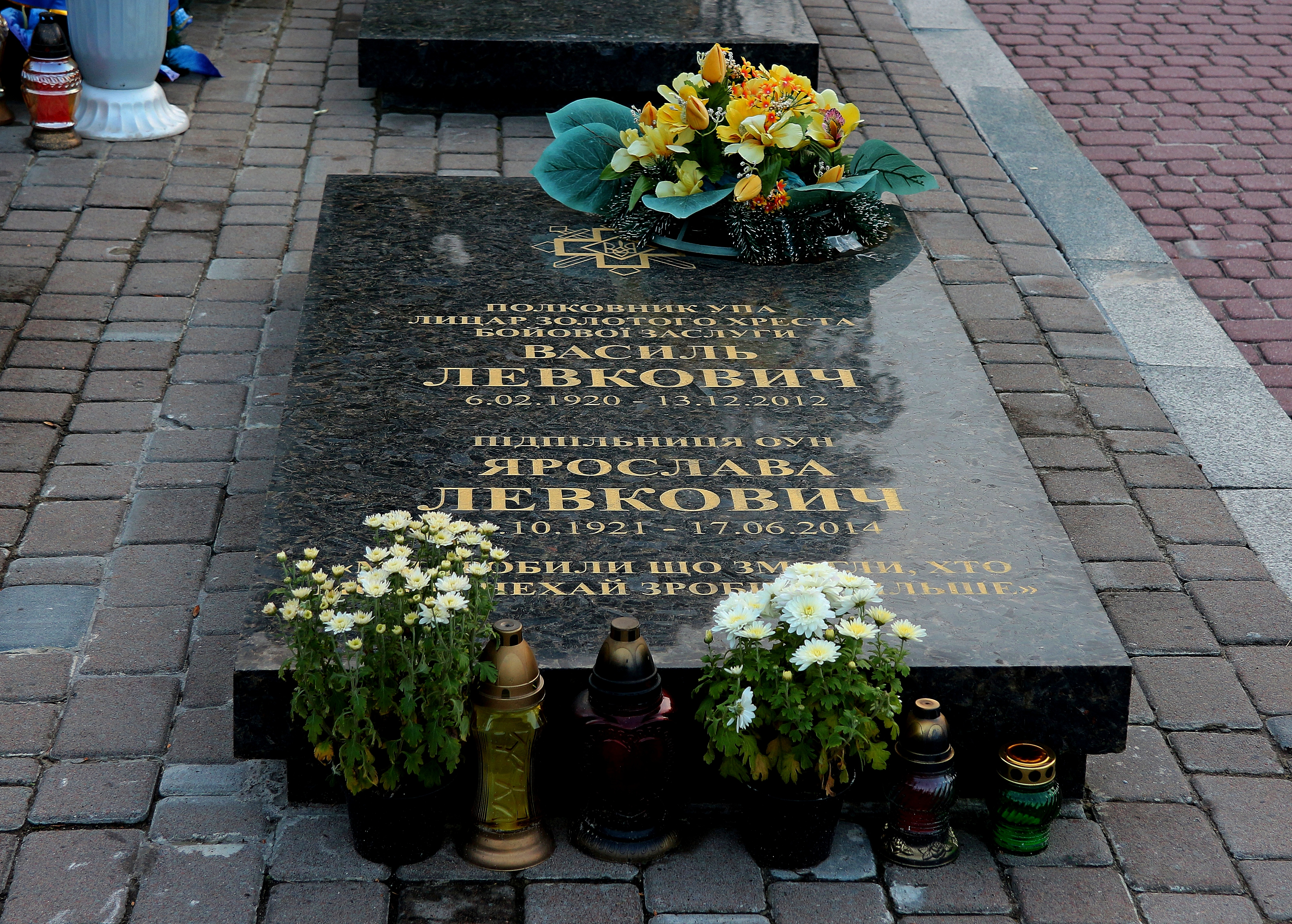
Могила Василя Левковича та його дружини Ярослави на 67 полі Личаківського цвинтаря у Львові

Після смерті останнього головного командира УПА 94-річного Василя Кука Василь Левкович «Вороний» мав найвище офіцерське звання серед «упівців».
Автор спогадів «Сторінки з пережитого комбатантом УПА // Спогади вояків УПА та учасників збройного підпілля Львівщини та Любачівщини». — Торонто — Львів, 2003.
Помер 13 грудня 2012 року. Похований на полі № 67 Личаківського цвинтаря.

## Відзнаки

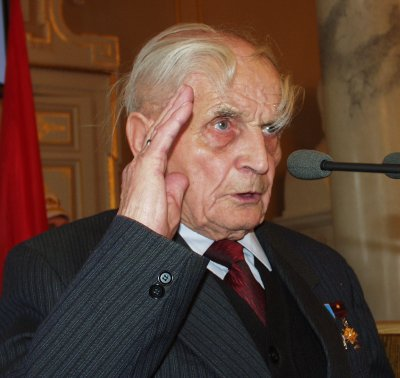
Полковник «Вороний» на урочистій сесії Львівської обласної ради, 5 березня 2008

Лицар Золотого хреста Бойової заслуги
Золотий хрест Бойової заслуги УПА 2-го класу Василь Левкович отримав у званні майора у 1946 році, будучи командиром Військового округу УПА «Буг». Про присвоєння Золотого хреста стало відомо після того, як у розсекречених архівах СБУ віднайшли копію наказу Української Головної Визвольної Ради № 1/46 від 15 березня 1946 року про удостоєння Василя Левковича цієї нагороди. Повторне нагородження відбулося на урочистому засіданні Львівської обласної ради 5 березня 2008 року, нагороду було виготовлено за кошти благодійників. Також депутати Львівської обласної ради на цій сесії надали Василеві Левковичу 300 тисяч гривень матеріальної допомоги на придбання квартири у Львові.
Полковник УПА Василь Левкович був останнім із живих людей з тих, хто нагороджений Золотим Хрестом Бойової Заслуги УПА. За всю історію Золотим хрестом нагороджено 72 особи (40 — 1-го класу; 32 — 2-го класу). Більшість з них невідомі, оскільки нагорода присвоювалася лише за упівськими псевдонімами, але не вручалася для збереження конспірації.
Почесний громадянин Червонограда
Є «Почесним громадянином міста Червонограда» (з 2007).

## Вшанування пам'яті
У селі Бортники Львівської області вулицю Миру перейменували на вулицю Василя Левковича «Вороного».